# Californication (песен)
Californication е сингъл на американската фънк рок група Ред Хот Чили Пепърс. Това е четвъртият издаден сингъл от албума Californication. Песента е много успешна и се изкачва до номер 69 в класацията Billboard Hot 100 и номер едно в US Modern Rock Tracks.
Песента е посветена на тъмната страна на Холивуд. В парчето се пее за упадъка на западните страни, порнографията, пластичната хирургия, Нирвана, Кърт Кобейн, Дейвид Бауи, Star Wars и други. Видеоклипът към песента е направен като видео игра, в която главните герои са самите музиканти.